# ベイリーズ・サウス・アフリカン・シャープシューターズ
ベイリーズ・サウス・アフリカン・シャープシューターズ（英語: Bailey's South African Sharpshooters, BSAS）は、第一次世界大戦中の南アフリカ連邦で編成された部隊である。主に狙撃兵から成る極めて小規模な部隊で、イギリス連邦軍の一部として西部戦線に派遣されていた。

## 歴史
1914年8月のイギリスによる宣戦布告に伴い、他の英連邦自治領諸国と同様、南アフリカ連邦は「同盟国」ではなく「国の一部」として第一次世界大戦に参戦した。当初は活動を南ア地域周辺に限る国防法に従い、連邦防衛軍がドイツ領南西アフリカ周辺での戦闘に従事するのみだったが、1916年には新たな志願制の軍として南アフリカ海外派遣軍（SAOEF）が設置され、諸外国での作戦にも参加するようになった。SAOEFはイギリス軍の一部と見なされ、各部隊はイギリスの師団に分かれて配置された。
エイブ・ベイリーはダイヤモンドや金の採掘で財を成した実業家で、当時の南アで最も裕福な人物の1人として知られていた。1914年から1915年までは少佐として南ア第6騎馬兵旅団で兵站監督補（Deputy Assistant Quartermaster-General）を務めていた。南ア連邦政府はベイリーの提案にもとづいて100人規模の狙撃兵から成る部隊の編成を承認した。この際、費用はベイリー自身が負担することとされた。1916年1月には隊員募集が始まった旨が英連邦各地の新聞で報じられている。
集まった志願者の多くは、射撃技能を披露する場を求めていたローデシアの狩猟家らだった。彼らは非常に厳しい試験でふるいにかけられた。その内容は、遮蔽物の陰から伏射で5発、その後30歩走って200ヤードの距離で5発、 200、300、500ヤードの各距離での速射で5発の射撃を行うというもので、標的の露出時間は5秒間だった。試験の厳しさに加え、既に多くの男性が防衛軍あるいは派遣軍に入隊していたことも重なり、隊員募集は遅々として進まなかった。
1916年半ば、自身も狩猟家であり熟練の狙撃手として知られたネヴィル・メスヴェン少尉（Neville Methven）に率いられた少数の狙撃手らがフランスへと派遣された。彼らはイギリス軍の指揮下に入り、アラス、パッシェンデール、ソンムなどでの戦闘に参加することとなる。
メスヴェンが後年のインタビューで述べたところによれば、活動した2年半ほどの期間において、BSAS全体で3,000人以上のドイツ兵を殺害しており、メスヴェン自身の戦果も100人を超えていたという。
その後、メスヴェンはBSAS隊長としての功績から戦功十字章（MC）を受章した。1919年2月12日、ベイリーは大戦中の「大英帝国への貢献」が認められ、「喜望峰州および南アフリカ連邦のカードック準男爵」（Baronet of Cardock in the Province of the Cape of Good Hope and the Union of South Africa）に叙爵された。

### 規模
最初にフランスに送られた隊員の人数については、情報源によって異なる数字が挙げられている。Pegler 2011では、「1916年半ばに24人ほどでフランスに送られた」とされている。一方、Walter 2017では1916年4月22日に17人がケープタウンからイギリス本土に移動し、5月10日までに1人が別部隊に移動したとしている。そして1918年11月の休戦の時点で、西部戦線に派遣された南アの狙撃兵は合計23人おり、そのうち7人のみが継続して勤務可能と見なされ、2人は戦死し、2人は行方不明（後に戦死認定）となり、2人は負傷が元で死亡し、1人はドイツ軍の捕虜となり、1人は別部隊に移動し、8人（うち1人は一時的に）は医学上の理由から任務に不適当と判断されていたとしている。

### 狙撃銃
BSASで使われた狙撃仕様のSMLE小銃では、普及していたPP製のスコープマウントではなくPurdey製のスコープマウントが取り付けられており、スコープはAldis製Mk.3が使われた。また、ハンドガードは短く切り詰められていた。狙撃銃1丁あたりの価格は13.67ポンドで、当時調達された小銃の中で最も高価だった。
メスヴェン自身が使用した狙撃銃は、1916年に製造されたSMLE Mk III*で、ハンドガードが切り詰められ、照準器としてAldis製スコープが取り付けられていた。その他の改造箇所として、マガジンカットオフ機構やボレーサイトなども取り除かれていたほか、クルミ材の銃床にはスプリングボックの頭をBSASという文字が囲む絵柄が彫られていた。休戦後、メスヴェンはベイリーが代金を支払ったことから、この銃は防衛軍の所有物ではないと主張し、当局への引き渡しを行わなかった。メスヴェンの死後、遺品処分の一環として近所の住民に売却され、2022年には競売に掛けられた。当初5,000ポンドから7,000ポンド程度の値がつくと予想されていたが、最終的な落札額は13,000ポンドであった。